# Don E. Wilson
Don Ellis Wilson (* 30. April 1944 in Davis, Oklahoma) ist ein US-amerikanischer Zoologe. Sein Forschungsschwerpunkt ist die Mammalogie, insbesondere die Gruppe der Fledermäuse, für deren Studium er 65 Länder in der ganzen Welt bereiste.

## Leben
Wilson verbrachte seine Kindheit und Jugend in Nebraska, Texas, Oregon und Washington. 1961 machte er in Bisbee, Arizona seinen Highschool-Abschluss. 1965 graduierte er an der University of Arizona zum Bachelor of Science. Als Student machte er 1964 seine erste Expedition in die Tropen, wohin er in der Folgezeit immer wieder zurückkehrte, um die Säugetierfauna zu studieren.
Nachdem er einen Sommer für den National Park Service in einem Feuerwachturm im Grand-Canyon-Nationalpark gearbeitet hatte, besuchte er die Graduiertenfakultät der University of New Mexico, wo er jeweils im Fach Biologie 1967 zum Master of Science graduierte und 1970 zum Ph.D. promovierte. In dieser Zeit arbeitete er in den Sommermonaten für den United States Forest Service als Naturforscher in den Sandia Mountains. Seine Diplomarbeit beschäftigte sich mit den verwandtschaftlichen Beziehungen von fünf Hirschmaus-Arten in den Sandia Mountains in New Mexico, seine Doktorarbeit schrieb er über die kleine tropische insektenfressende Fledermausart, dem Schwarzen Mausohr (Myotis nigricans).
1968 begann Wilson eine langfristige Zusammenarbeit mit der Organization for Tropical Studies in Costa Rica, wo er seitdem regelmäßig Lehrgänge in Tropenbiologie gibt. Zudem lebte er 15 Monate in Costa Rica, um dort über ein Post-Doc-Stipendium der University of Chicago Samenfresser zu studieren. Ferner war er Vorstandsvorsitzender der Organization for Tropical Studies.
1971 erhielt Wilson vom U.S. Fish and Wildlife Service eine Anstellung als wissenschaftlicher Zoologe am National Museum of Natural History, wo er in der Abteilung für biologische Forschung arbeitete. Von 1973 bis 1978 war er Leiter der Säugetierabteilung und von 1978 bis 1983 Leiter des Museums. Von 1983 bis 1990 leitete er die Abteilung für biologische Forschung. Im September 1990 wurde er zum Direktor des Biodiversitäts-Programms der Smithsonian Institution ernannt. Im Jahr 2000 kehrte er als Seniorwissenschaftler und Kurator für Säugetiere an die Säugetierabteilung des National Museum of Natural History zurück.
Von 1986 bis 1988 war Wilson Präsident der American Society of Mammalogists. 1992 war er Präsident der Association for Tropical Biology and Conservation. Er war fünf Jahre lang Herausgeber des Journal of Mammalogy und für drei Jahre Herausgeber der Schriftenreihen Mammalian Species und Special Publications. Ferner arbeitete er in verschiedenen Redaktionsleitungen. Er ist im Vorstand der Organisationen Bat Conservation International, The Biodiversity Foundation for Africa, Integrated Conservation Research und in der Lubee Foundation.
Wilson veröffentlichte über 200 wissenschaftliche Publikationen, darunter das Buch Mammals of New Mexico und drei Monographien über Fledermäuse. 1997 wurde das Buch Bats in Question – The Smithsonian Answer Book veröffentlicht. 2005 war er Mitherausgeber (neben DeeAnn M. Reeder) des Nachschlagewerks Mammal Species of the World. Seit 2009 ist er neben Russell Mittermeier Mitherausgeber der Buchreihe Handbook of the Mammals of the World aus dem spanischen Verlagshaus Lynx Edicions. Daneben publizierte er für den Verlag Dorling Kindersley die Bücher Animal, Human, Smithsonian Handbook of Mammals und Mammal. Ebenso verfasste er einen Feldführer über die nordamerikanische Säugetierfauna sowie das Werk Smithsonian Book of North American Mammals.
Wilson ist Preisträger des Smithsonian Institution Awards für hervorragende Leistungen im Bereich der Tropenbiologie, des Outstanding Publication Awards des U.S. Fish and Wildlife Service, des Gerritt S. Miller Awards vom North American Symposium on Bat Research sowie des Hartley H. T. Jackson Awards der American Society of Mammalogists. Von der Asociación Mexicana de Mastozoologia erhielt er eine Anerkennung für seine herausragenden wissenschaftlichen Leistungen und von der American Society of Mammalogists wird er zudem mit der Ehrenmitgliedschaft gewürdigt.
Wilson ist mit seiner Frau seit 1962 verheiratet. Das Paar hat zwei Töchter.

## Dedikationsnamen
Robert J. Baker und seine Kollegen benannten im Jahr 2009 die Fledermausart Eumops wilsoni nach Don E. Wilson.